# 청해 이씨
청해 이씨(青海李氏)는 함경남도 북청군을 본관으로 하는 한국의 성씨이다. 시조 이지란(李之蘭)은 여진족 출신으로 조선 개국공신이 되었다.

## 역사
시조는 고려시대 여진족 출신인 이지란(李之蘭, 1331년(고려 충혜왕 1년) ~ 1402년(조선 태종 2년))이다. 본명은 쿠란투란티무르(古倫豆蘭帖木兒)이다. 이지란의 아버지 아라부카(阿羅不花)는 여진(女眞)의 금패천호(金牌千戶)였다. 아버지에 이어 천호가 되었다가 원나라 말기 1371년(고려 공민왕 20) 많은 부하를 이끌고 귀화하여 함경도 북청(北靑)에 거주하면서 이성계 휘하에 들어가 이씨 성을 하사 받았으며, 이어 조선 개국공신 1등에 책록되고 청해백(靑海伯)에 봉해졌다. 청해는 북청의 별호이다. 조선 태조 이성계(李成桂, 1335년 ~ 1408년)보다 4년 먼저 태어났지만 늘 전장을 함께 하면서 주군으로 모셨다. 뒷날 종묘배향공신이 되었다.
이지란의 아들 화영(和英)은 세종 초 우군부판사(右軍府判事)가 되었고 7세손 인기(麟奇)는 선조대에 중추부동지사가 되었다. 이외에 인기의 아들 중로(重老), 중추부첨지사 핵의 아들 유민(裕民), 삼도수군통제사를 지낸 수민(壽民)등이 유명하다.

## 본관
청해(靑海)는 남옥저 이후 고구려 영토였으며, 698년 발해의 남경남해부(靑海土城)를 설치하였고, 1258년(고려 고종 45)에 쌍성총관부를 설치했으며, 1392년(공양왕 2)에 북청으로 개칭되었다. 조선시대에 들어와 1398년(태조 7) 청주부로 고쳤다가 얼마 후 다시 북청으로 고쳤고, 1427년(세종 9)에는 도호부로 승격되었다. 1895년(고종 32) 지방제도 개정으로 북청군이 되었고, 1896년 함경남도에 속하게 되었다. 현재 함경남도 북청군 청해리 일대이다.

## 과거 급제자
청해 이씨는 조선시대 문과 급제자 8명, 무과 급제자 16명을 배출하였다.
문과
이광도(李廣道) 이근(李根) 이승헌(李承憲) 이우규(李羽逵) 이유민(李裕民)
이재석(李在祏) 이정호(李挺豪) 이진석(李晉錫)
무과
이규년(李奎年) 이빈(李䎙) 이수남(李守男) 이애남(李愛男) 이억봉(李億奉)
이언방(李彦邦) 이영규(李榮逵) 이유(李有) 이인귀(李麟貴) 이준연(李俊沿)
이중로(李重老) 이천빈(李天彬) 이태수(李台壽) 이해룡(李海龍) 이해빈(李海賓)
이해용(李海容)
생원시
이경태(李慶泰) 이문준(李文俊) 이성규(李星逵) 이승은(李承恩) 이재혁(李在爀)
이주석(李柱錫) 이청(李淸) 이항(李𦐄)
진사시
이광도(李廣道) 이면술(李冕述) 이성년(李聖年) 이원성(李元性) 이인기(李麟奇)
이정석(李貞錫) 이정호(李梃豪) 이주성(李胄性) 이학년(李鶴年) 이홍규(李鴻逵)

## 집성촌
- 경기도 용인시 처인구 이동면
- 경기도 포천시 창수면 추동리
- 서울특별시 용산구 서빙고동/동빙고동
- 경기도 남양주시 진건읍 용정리
- 경기도 오산시 가수동
- 강원도 이천군 용포면 월암리
- 충청남도 보령시 남포면 소송리
- 전북특별자치도 임실군 청웅면 옥석리
- 평안남도 양덕군 양덕면 인평리
- 경기도 의정부시 가능동
- 경기도 의정부시 자금동

## 유명 인물
- 영화 감독 이장호
- 축구 선수 이청용

## 같이 보기
- 이지란